# Way of the Samurai 2
Way of the Samurai 2 (侍道2, Samurai Dō 2) est un jeu vidéo d'action-aventure développé par Acquire et édité par Spike, sorti en 2003 sur PlayStation 2 et PlayStation Portable.